# Marius Ciugarin
Marius Ciugarin (n. 20 noiembrie 1949, București, România – d. 9 ianuarie 2025) a fost un fotbalist român care a jucat ca fundaș. A murit la 9 ianuarie 2025, la vârsta de 75 de ani. 

## Onoruri
Steaua București
- Cupa României: 1969–70, 1970–71[4]

New York Croatia
- Cosmopolitan Soccer League: 1985–86[5]